# Hana Fábry
Hana Fábry (roz. Anna Fábryová; * 1963, Bratislava) je slovenská politická a občanská aktivistka, publicistka, novinářka, politická glosátorka, komentátorka, pedagogická volnočasová pracovnice a fotografka.

## Životopis
Narodila se v roce 1963 v Bratislavě. Studovala na Gymnáziu v ulici Metodova, po kterém 12 let pracovala ve školství, i soukromě jako volnočasová pedagogička. Po roce 1992 se angažovala jako korektorka, publicistka, novinářka, komentátorka a editorka deníku Pravda, redaktorka internetového deníku changenet.sk, glosátorka webnoviny.sk agentury SITA, scenáristka Talkshow Soni Müllerové nebo produkční v zahraničním zpravodajství Slovenské televize a ve zpravodajském archivu.
V roce 1992 byla členkou výboru Hnutí za rovnoprávnost homosexuálních občanů Ganymedes. O dva roky později založila první lesbické sdružení Museion, od roku 2013 existujícího jako Ženská síť HEPY.
Od roku 1999 byla členkou a jednou z mluvčí neformálního seskupení Iniciativa Jinakost až do roku 2006.
V roce 2000 se stala koordinátorkou a jednou z mluvčí kampaně proti klerikalizaci Slovenska Řekni to nahlas. V té době také spravovala společensko-politický měsíčník Atribut, který se zabýval homosexuální tematikou až do roku 2002.
V roce 2007 se stala členkou Národní skupiny evropské kampaně Za rozmanitost, proti diskriminaci. Vedla celoslovenskou petiční kampaň za přijetí zákona o registrovaném partnerství osob stejného pohlaví.
V současnosti vede občanské sdružení Bratislava fotogenická, je šéfredaktorkou webu Lesba.sk a je členkou Iniciativy Bratislava otevřeně, jejímž cílem je aktivní řešení problémů kvality života v Bratislavě.